# Святошинська ніч

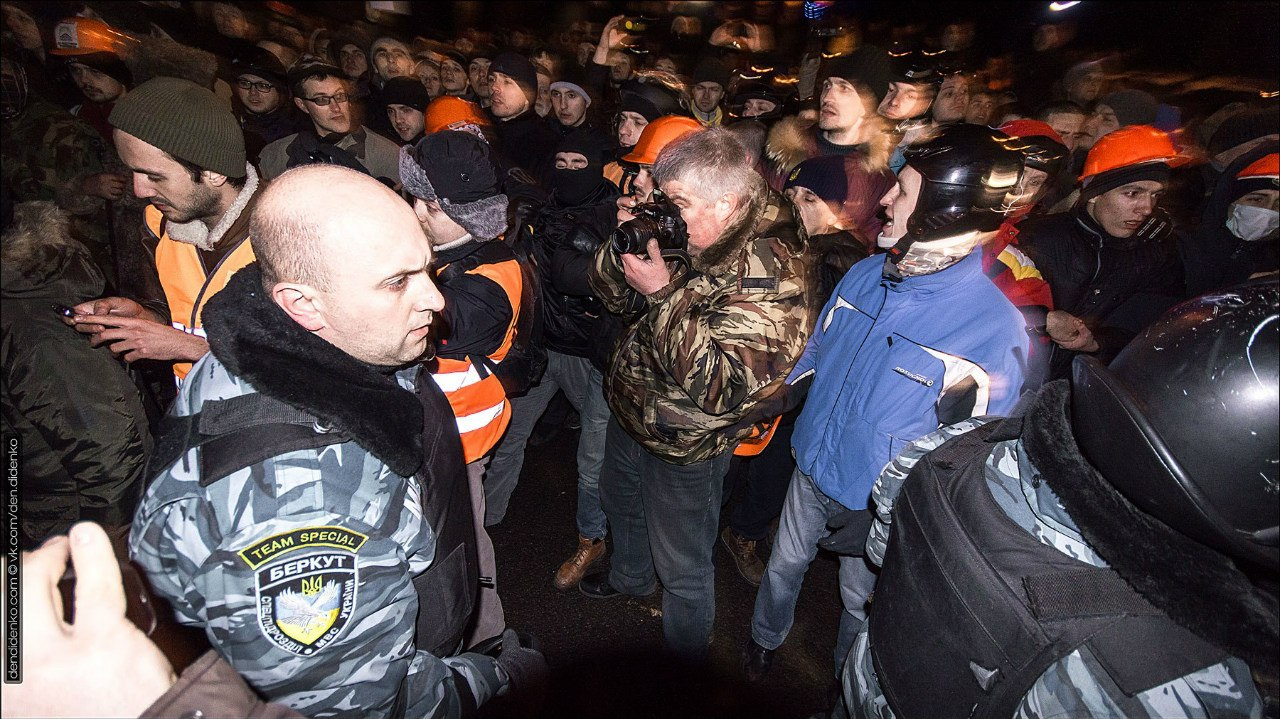
Тиснява між Беркутом, та мітингувальниками

Святошинська ніч — силове протистояння в ніч з 10 по 11 січня 2014 року, сталося біля будівлі Києво-Святошинського райсуду під час протистояння мітингувальників з спецпідрозділами міліції. Причиною протистояння було оголошення вироку «Васильківським терористам», відповідно до якого їх було засуджено до 6 років тюрми.
За даними опозиції, бійці жорстоко побили протестувальників, у тому числі жінок та народного депутата Едуарда Леонова. Як повідомив Леонов, спецбійці «Беркута» повалили його на землю та били ногами. Інформацію про те, що саме «Беркут» пішов у наступ, підтверджують і інші користувачі соцмережі.
«Свободівець» Павло Кириленко розповів, що біля суду «Беркут» бив навіть жінок. Люди отримали травми голови, ніг та колін.
14 сотня самооборони, яка прибула для захисту мирного протесту під Святошинським судом, була атакована «Беркутом», — повідомила самооборона Майдану у Facebook.
Мітингувальники домоглися того, щоб учасники спецпідрозділу показали свої обличчя.